# Montezuma County
Montezuma County je okres ve státě Colorado v USA. K roku 2010 zde žilo 25 535 obyvatel. Správním městem okresu je Cortez. Celková rozloha okresu činí 5 284 km².